# Євгенійс Космачовс
Євґенійс Космачовс (латис. Jevgēņijs Kosmačovs; нар. 18 лютого 1988, Тукумс) — латвійський футболіст, півзахисник клубу «Спартакс» (Юрмала).
Насамперед відомий виступами за клуб «Вентспілс», а також національну збірну Латвії.

## Клубна кар'єра
У дорослому футболі дебютував 2005 року виступами за «Тукумс 2000» з рідного місто.
Своєю грою за цю команду привернув увагу представників тренерського штабу «Вентспілса», до складу якого приєднався 2006 року. Відіграв за клуб з Вентспілса наступні п'ять сезонів своєї ігрової кар'єри. Більшість часу, проведеного у складі «Вентспілса», був основним гравцем команди і допоміг команді виграти чотири чемпіонати та два кубка Латвії.
Першу половину 2012 року провів в українському першоліговому «Севастополі», а другу — в білоруському «Шахтарі» (Солігорськ), вигравши срібло чемпіонату.
До складу клубу «Спартакс» (Юрмала) приєднався на початку 2013 року. Наразі встиг відіграти за юрмальський клуб 5 матчів в національному чемпіонаті.

## Виступи за збірні
Протягом 2007–2010 років залучався до складу молодіжної збірної Латвії. На молодіжному рівні зіграв у 11 офіційних матчах, забив 3 голи.
2007 року дебютував в офіційних матчах у складі національної збірної Латвії. Наразі провів у формі головної команди країни 3 матчі.

## Статистика виступів
Оновлено 14 травня 2013 року

### Статистика клубних виступів
| Сезон                 | Команда               | Чемпіонат             | Чемпіонат | Чемпіонат | Національний кубок | Національний кубок | Національний кубок | Континентальні кубки | Континентальні кубки | Континентальні кубки | Усього | Усього |
| Сезон                 | Команда               | Ліга                  | Ігор      | Голів     | Ліга               | Ігор               | Голів              | Ліга                 | Ігор                 | Голів                | Ігор   | Голів  |
| --------------------- | --------------------- | --------------------- | --------- | --------- | ------------------ | ------------------ | ------------------ | -------------------- | -------------------- | -------------------- | ------ | ------ |
| 2005                  | «Тукумс 2000»         | 1Л                    | -         | -         | -                  | -                  | -                  |                      |                      |                      |        |        |
| 2006                  | «Вентспілс»           | ВЛ                    | 4         | 0         | -                  | -                  | -                  | -                    | -                    | -                    | 4      | 0      |
| 2007                  | «Вентспілс»           | ВЛ                    | 14        | 1         |                    |                    | -                  | ЛЧ                   | 2                    | 0                    | 14     | 1      |
| 2008                  | «Вентспілс»           | ВЛ                    | 15        | 1         |                    | -                  | -                  | ЛЧ                   | 4                    | 1                    | 19     | 2      |
| 2009                  | «Вентспілс»           | ВЛ                    | 24        | 1         |                    | -                  | -                  | ЛЧ+ЛЄ                | 5+6                  | 0+0                  | 35     | 1      |
| 2010                  | «Вентспілс»           | ВЛ                    | 18        | 1         | КЛ                 | 1                  | 0                  | ЛЄ                   | 2                    | 0                    | 21     | 1      |
| 2011                  | «Вентспілс»           | ВЛ                    | 28        | 2         | КЛ                 | 4                  | 0                  | ЛЄ                   | 4                    | 1                    | 36     | 3      |
| Усього за «Вентспілс» | Усього за «Вентспілс» | Усього за «Вентспілс» | 104       | 6         |                    | 5                  | 0                  |                      | 23                   | 2                    | 132    | 8      |
| 2011-12               | «Севастополь»         | 1Л                    | 10        | 1         |                    | -                  | -                  |                      |                      |                      | 10     | 1      |
| 2012                  | «Шахтар» (Солігорськ) | ВЛ                    | 4         | 0         |                    | -                  | -                  |                      |                      |                      | 4      | 0      |
| 2013                  | «Спартакс» (Юрмала)   | ВЛ                    | 5         | 0         | КЛ                 | 1                  | 0                  | -                    | -                    | -                    | 6      | 0      |
| Усього                | Усього                | Усього                | 133       | 8         |                    | 6                  | 0                  |                      | 23                   | 2                    | 162    | 10     |

### Статистика виступів за збірну
| Дата      | Місто   | Господарі      | Результат | Гості  | Турнір           | Голи | Примітки |
| --------- | ------- | -------------- | --------- | ------ | ---------------- | ---- | -------- |
| 7-2-2007  | Лімасол | Болгарія       | 2 – 0     | Латвія | товариський матч | -    | 87'      |
| 8-2-2007  | Лімасол | Угорщина       | 2 – 0     | Латвія | товариський матч | 1    | 51'      |
| 22-1-2010 | Малага  | Південна Корея | 1 – 0     | Латвія | товариський матч | -    | 70'      |
| Усього    |         | Матчів         | 3         |        | Голів            | 1    |          |

## Досягнення
- Чемпіон Латвії: 2006, 2007, 2008, 2011
- Володар кубка Латвії: 2007, 2011